# Liste der Biografien/Meyer, P
Liste der Biografien |
Portal Biografien |
P Personensuche
# |
A |
B |
C |
D |
E |
F |
G |
H |
I |
J |
K |
L |
M |
N |
O |
P |
Q |
R |
S |
T |
U |
V |
W |
X |
Y |
Z |
?
 
Ma |
Mb |
Mc |
Md |
Me |
Mf |
Mg |
Mh |
Mi |
Mj |
Mk |
Ml |
Mm |
Mn |
Mo |
Mp |
Mq |
Mr |
Ms |
Mt |
Mu |
Mv |
Mw |
Mx |
My |
Mz
 
Mea–Mee |
Mef |
Meg |
Meh |
Mei |
Mej |
Mek |
Mel |
Mem |
Men |
Meo |
Mep |
Mer |
Mes |
Met |
Meu |
Mev |
Mew |
Mex |
Mey |
Mez
 
Meyb |
Meyd |
Meye |
Meyf |
Meyg |
Meyh |
Meyi |
Meyj |
Meyk |
Meyl |
Meyn |
Meyo |
Meyp |
Meyr |
Meys |
Meyt |
Meyz
 
Meyen |
Meyer
 
Meyer, A |
Meyer, B |
Meyer, C |
Meyer, D |
Meyer, E |
Meyer, F |
Meyer, G |
Meyer, H |
Meyer, I |
Meyer, J |
Meyer, K |
Meyer, L |
Meyer, M |
Meyer, N |
Meyer, O |
Meyer, P |
Meyer, R |
Meyer, S |
Meyer, T |
Meyer, U |
Meyer, V |
Meyer, W |
Meyer, Y |
Meyer, Z |
Meyerb |
Meyerd |
Meyere |
Meyerf |
Meyerh |
Meyeri |
Meyerl |
Meyerm |
Meyern |
Meyero |
Meyerr |
Meyers
Die Liste der Biografien führt alle Personen auf, die in der deutschsprachigen Wikipedia einen Artikel haben. Dieses ist eine Teilliste mit 44 Einträgen von Personen, deren Namen mit den Buchstaben „Meyer, P“ beginnt.

## Meyer, P

### Meyer, Pa
- Meyer, Patrice (* 1957), französischer Rock-, Fusion- und Jazzmusiker
- Meyer, Paul (1840–1917), französischer Romanist, Provenzalist und Mediävist
- Meyer, Paul (1844–1925), deutscher Jurist und Eisenbahnbeamter
- Meyer, Paul (* 1853), deutscher Rittergutsbesitzer und Politiker, MdR
- Meyer, Paul (* 1883), deutscher Politiker
- Meyer, Paul (1891–1980), Schweizer Architekt
- Meyer, Paul (1924–2005), deutscher Wirtschaftswissenschaftler, Professor für Betriebswirtschaftslehre, Marketing
- Meyer, Paul (* 1939), Schweizer Archidekt
- Meyer, Paul (* 1965), französischer Klarinettist und Dirigent
- Meyer, Paul Arne (* 1984), deutscher Maler, Grafiker, Video- und Medienkünstler
- Meyer, Paul Eduard (1894–1966), Schweizer Rechtsanwalt, Krimiautor und Mitarbeiter des Nachrichtendienstes während des Zweiten Weltkriegs
- Meyer, Paul Hugo (1920–2008), deutsch-amerikanischer Romanist und Hochschullehrer
- Meyer, Paul Michael (* 1946), Schweizer Lehrer und Autor
- Meyer, Paul-André (1934–2003), französischer Mathematiker

### Meyer, Pe
- Meyer, Peter, deutscher Skeletonsportler
- Meyer, Peter (1871–1930), deutscher Art-brut-Künstler
- Meyer, Peter (1888–1967), deutscher Lehrer, Schulleiter und Mitglied der Synode
- Meyer, Peter (1894–1984), Schweizer Architekt und Kunsthistoriker
- Meyer, Peter (1935–2015), deutscher Politiker (SPD), MdA
- Meyer, Peter (* 1940), deutscher Musiker (Puhdys)Peter Meyer (* 1940)

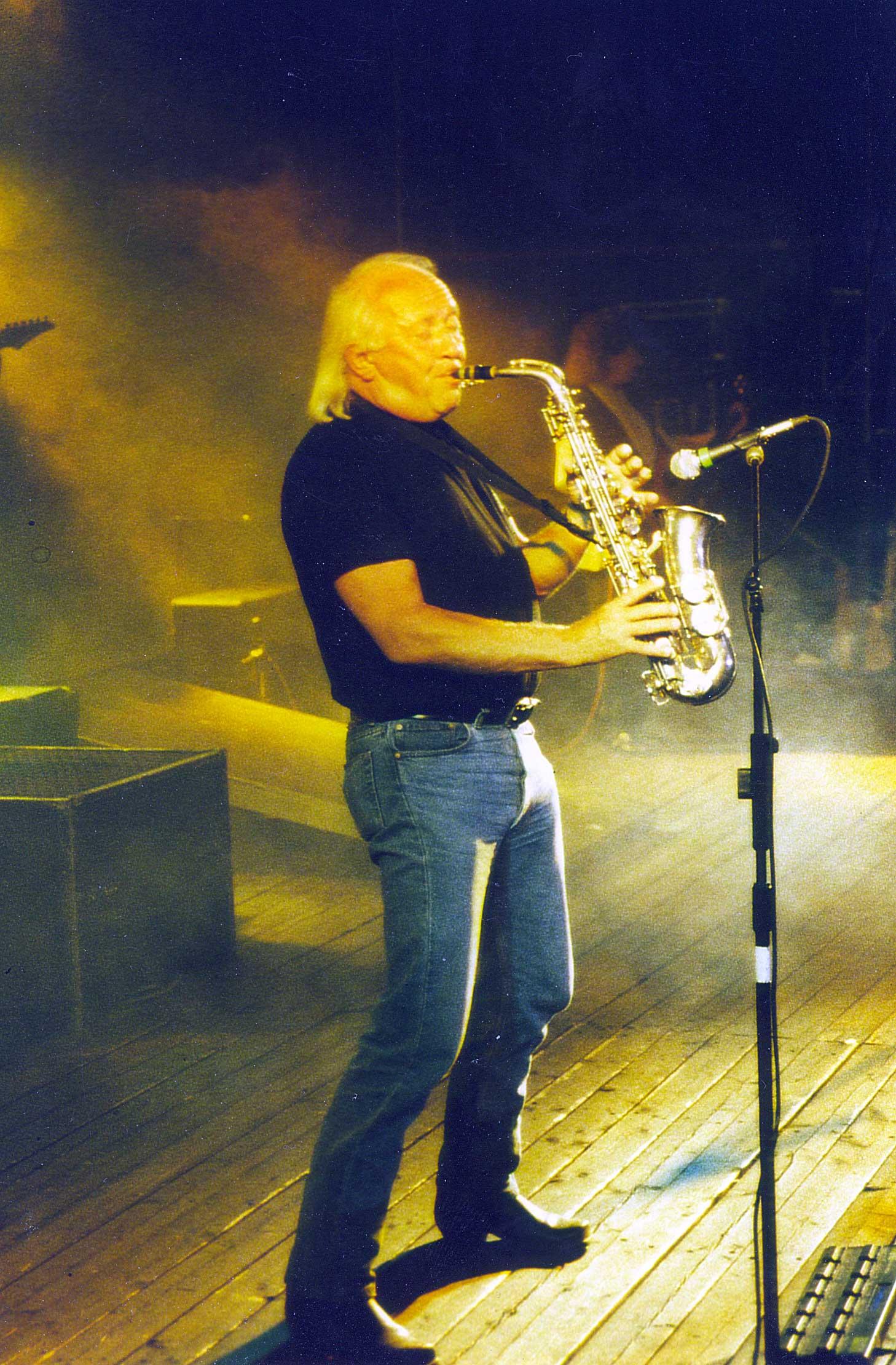
Peter Meyer (* 1940)

- Meyer, Peter (* 1940), deutscher Fußballspieler
- Meyer, Peter (* 1941), deutscher Soziologe, Autor und Hochschullehrer
- Meyer, Peter (* 1942), deutscher Fußballtorwart
- Meyer, Peter (* 1949), deutscher Unternehmer und Präsident des ADAC
- Meyer, Peter (* 1963), deutscher Politiker (Freie Wähler), MdL
- Meyer, Peter (* 1968), deutscher Journalist
- Meyer, Peter, deutscher Fusion- und Jazzmusiker (Gitarre, Komposition)
- Meyer, Peter Banjo (1944–2025), deutscher Jazzmusiker (Banjo, Gitarre, Gesang), Musikproduzent und Rennfahrer
- Meyer, Peter Friedrich Nicolaus (1853–1923), deutscher Verwaltungsjurist, oldenburgischer Abgeordneter und Regierungspräsident des Fürstentums Lübeck
- Meyer, Petra (* 1964), deutsche Fußballspielerin
- Meyer, Petra Maria (* 1958), deutsche Philosophin und Theaterwissenschaftlerin

### Meyer, Ph
- Meyer, Phil (* 1990), Schweizer Filmregisseur
- Meyer, Philipp (1854–1927), deutscher lutherischer Theologe und Kirchenhistoriker
- Meyer, Philipp (1883–1963), deutscher lutherischer Theologe und Kirchenhistoriker
- Meyer, Philipp (1896–1962), deutscher Politiker (CSU), MdB
- Meyer, Philipp (1919–1998), deutscher Regierungsbeamter
- Meyer, Philipp (* 1974), US-amerikanischer Schriftsteller
- Meyer, Philipp (* 1997), deutscher Handballspieler
- Meyer, Philipp Anton Guido von (1798–1869), deutscher Kommunal- und Landespolitiker
- Meyer, Philippe (1925–2007), französischer Physiker und Mäzen
- Meyer, Philippe (1933–2020), französischer Mediziner
- Meyer, Philippe (* 1950), französischer Mittelstreckenläufer

### Meyer, Pi
- Meyer, Pierre (1900–1964), französischer Förster
- Meyer, Piri (* 1937), deutsche Schriftstellerin und Hörspielautorin